# Fredrik av Anhalt-Dessau
Fredrik av Anhalt-Dessau, född 1769, död 1814, var en arvprins av Anhalt-Dessau, son till hertig Leopold III av Anhalt-Dessau och hans maka Luise Henriette Wilhelmine av Brandenburg-Schwedt.
Fredrik gifte sig i Homburg 1792 med Amalia av Hessen-Homburg (1774-1846), dotter till lantgreve Fredrik V av Hessen-Homburg.

## Barn
- Augusta (1793-1854), gift med Fredrik Günther av Schwarzburg-Rudolstadt
- Leopold IV av Anhalt-Dessau (1794-1871), gift med Fredrika av Preussen
- Georg Bernhard (1796-1865), gift 1:o med Caroline av Schwarzburg-Rudolstadt, 2:o (morganatiskt) med Therese Emma von Erdmannsdorf
- Paul Christian (f. och d. 1797)
- Luise Frederike (1798-1858), gift med lantgreve Gustav av Hessen-Homburg
- Fredrik August av Anhalt (1799-1864), gift med lantgrevinnan Marie av Hessen-Kassel
- Wilhelm Waldemar (1807-1864), gift (morganatiskt) med Emilie Klausnitzer